# Яр-Кравченко, Анатолий Никифорович
Анато́лий Ники́форович Яр-Кра́вченко (8 [21] июня 1911, Благовещенск — 24 ноября 1983, Москва) — советский художник, преимущественно в жанре графического портрета. Народный художник РСФСР (1969). Лауреат Сталинской премии второй степени (1947). Председатель Правления Всесоюзного общества филателистов (1972—1977).
Автор больших серий портретов лётчиков («Фронтовой альбом», 1941; «Герои воздушных боев за Ленинград», 1942), писателей («Галерея советских писателей», 1947), космонавтов.

## Биография и творчество
В 17-летнем возрасте приехал в Ленинград для завершения художественного образования и в 1939 году окончил Ленинградский институт живописи, скульптуры и архитектуры по мастерской И. И. Бродского. В первой половине 1930-х годов на формирование личности Кравченко значительное влияние оказала близость с поэтом Н. А. Клюевым (по совету которого, в частности, он прибавил к своей фамилии приставку «Яр»). Отношения Клюева и Кравченко носили, по осторожному выражению литературоведа К. М. Азадовского, «нестандартный характер». Как писал сам Клюев, обращаясь к Кравченко,

«…уже три-четыре года назад лежал бы я на Волковом кладбище, если бы не было в моём сердце тебя — моего индийского царевича — твоих слов и дыхания. Вот почему и враждебны душе моей чужие вторжения (и чужие руки) в любовь нашу».

М. Кузмин относился к их роману достаточно иронично. 3 июня 1929 года он записал в дневнике: "... явился Клюев с очередным отроком".
Ушёл добровольцем на фронт в июле 1941 года. Служил в авиации маскировщиком в летных частях, оборонявших Ленинград, стрелком-радистом на пикирующих бомбардировщиках, художником редакции армейской газеты «Атака». Почти в каждом номере печатались его рисунки, посвященные героям войны и суровым будням города. Их издавали в виде фронтовых альбомов, которые вручались особо отличившимся в боях пилотам и лётным подразделениям, а портреты Героев Советского Союза тиражировались в виде открыток.
В творческом багаже Яр-Кравченко — немногочисленные жанровые полотна, наиболее известное из которых — картина «Горький читает Иосифу Сталину, Клименту Ворошилову и Вячеславу Молотову свою сказку „Девушка и смерть“» (1940). Создал графические портреты И. В. Сталина (в том числе «Сталин в гробу»), Н. С. Хрущёва и Ю. А. Гагарина на трибуне Мавзолея 14 апреля 1961 года и свыше 300 портретов советских писателей, среди которых:
- Айбек
- С. Айни
- А. М. Акопян
- П. Г. Антокольский
- Э. Г. Багрицкий,
- Н. П. Бажан
- П. П. Бажов
- Й. Барбарус
- Д. Бедный
- Н. З. Бирюков
- А. А. Блок
- Е. Н. Буков
- В. Л. Василевская
- С. А. Васильев
- А. Т. Венцлова
- П. П. Вершигора
- В. В. Вишневский
- С. Вургун
- Р. Г. Гамзатов
- Л. К. Гира
- Ф. В. Гладков
- Б. Л. Горбатов
- М. Горький
- А. П. Григулис
- И. Г. Гришашвили
- В. М. Гусев
- Ш. Н. Дадиани
- Джамбул Джабаев
- С. А. Есенин
- Н. Зарьян
- С. П. Злобин
- В. В. Иванов
- В. М. Инбер
- А. С. Исаакян
- М. В. Исаковский
- Н. И. Казаков
- В. П. Катаев
- Б. М. Кербабаев
- Л. Киачели
- А. В. Кожевников
- И. А. Козлов
- Я. Колас
- А. Е. Корнейчук
- В. А. Кочетов
- Ю. С. Крымов
- А. А. Кулешов
- Я. Купала
- А. И. Куприн
- Б. А. Лавренёв
- В. Т. Лацис
- И. Л. Ле
- В. И. Лебедев-Кумач
- Г. Н. Леонидзе
- Л. М. Леонов
- М. К. Луконин
- Н. Н. Ляшко
- А. С. Макаренко
- А. С. Малышко
- М. Д. Марич
- П. Д. Маркиш
- С. Я. Маршак
- В. В. Маяковский
- С. В. Михалков
- С. Нерис
- А. С. Новиков-Прибой
- С. И. Олейник
- Л. И. Ошанин
- Н. А. Островский
- П. А. Павленко
- Ф. И. Панфёров
- К. Г. Паустовский
- Е. Е. Поповкин
- А. А. Прокофьев
- Я. Райнис
- М. Ф. Рыльский
- М. А. Светлов
- И. Семпер
- А. С. Серафимович
- С. Н. Сергеев-Ценский
- К. М. Симонов
- Л. С. Соболев
- А. В. Софронов
- А. Н. Степанов
- А. Т. Твардовский
- Н. С. Тихонов
- А. Токомбаев
- А. Н. Толстой
- М. Турсун-заде
- П. Г. Тычина
- А. М. Упит
- А. А. Фадеев
- К. А. Федин
- А. Ф. Фёдоров
- Д. А. Фурманов
- Г. Цадаса
- А. П. Чапыгин
- С. И. Чиковани
- М. С. Шагинян
- С. И. Шаншиашвили
- В. Я. Шишков
- М. А. Шолохов
- С. П. Щипачёв
- И. Г. Эренбург
- В. И. Язвицкий
- А. М. Якобсон
- В. Г. Ян

В 1947 году вышел его отдельный графический альбом «Галерея советских писателей». Писал также портреты зарубежных писателей (Т. Драйзера, О. Генри, Р. Тагора, А. Франса и др.)

## Почётные звания и награды
Художник был удостоен следующих почётных званий и государственных наград СССР:
- народный художник РСФСР (1969),
- орден Отечественной войны II степени (5.11.1944),
- два ордена Красной Звезды (17.2.1944; был представлен к медали «За боевые заслуги»),
- медаль «За оборону Ленинграда» и другие.
- Сталинская премия второй степени (1948) — за картину «Горький читает товарищам И. В. Сталину, В. М. Молотову и К. Е. Ворошилову свою сказку „Девушка и смерть“ 11 октября 1931 года» (1947) и за портреты М. Горького, Д. Бедного, Джамбула, И. Барбаруса (Вареса), С. Нерис.

## Вклад в филателию
В течение 1972—1977 годов А. Н. Яр-Кравченко возглавлял Всесоюзное общество филателистов, будучи председателем его Правления и сменив на этом посту Героя Советского Союза Э. Т. Кренкеля.